# Старослободская улица
Старослобо́дская у́лица (до начала XX века — у́лица Ста́рая Слобо́дка (в XIX веке — у́лица Ста́рая Соко́льническая Слобо́дка, Старослобо́дская у́лица, Пе́рвая Прое́зжая в Соко́льники у́лица) и переу́лок Ста́рой Слобо́дки) — улица, расположенная в Восточном административном округе города Москвы на территории района Сокольники.

## История
Улица была образована в начале XX века объединением у́лицы Ста́рая Слобо́дка (в XIX веке также называлась у́лица Ста́рая Соко́льническая Слобо́дка, Старослобо́дская у́лица, Пе́рвая Прое́зжая в Соко́льники у́лица) и переу́лка Ста́рой Слобо́дки. Названия связаны с находившейся здесь в XVII веке слободой сокольничих царского двора, позже переведённой в другое место.

## Расположение
Старослободская улица проходит от улицы Сокольнический Вал на юг, поворачивает на юго-восток, с запада к ней примыкают Старослободский и Микульский переулки, Старослободская улица пересекает Сокольнический переулок и проходит до улицы Шумкина. Нумерация домов начинается от улицы Сокольнический Вал.

## Примечательные здания и сооружения
По нечётной стороне:
По чётной стороне:

## Транспорт

### Наземный транспорт
По Старослободской улице не проходят маршруты наземного общественного транспорта. У северного конца улицы, на улице Сокольнический Вал, расположена остановка «Старослободская улица» автобусов № 40, c633, 140, 265, у юго-восточного — остановка «улица Шумкина, д. 26» автобусов № 40, c633.

### Метро
- Станция метро «Сокольники» Сокольнической линии и «Сокольники» Большой кольцевой линии (соединены переходом) — восточнее улицы, на Сокольнической площади.

## Фотогалерея

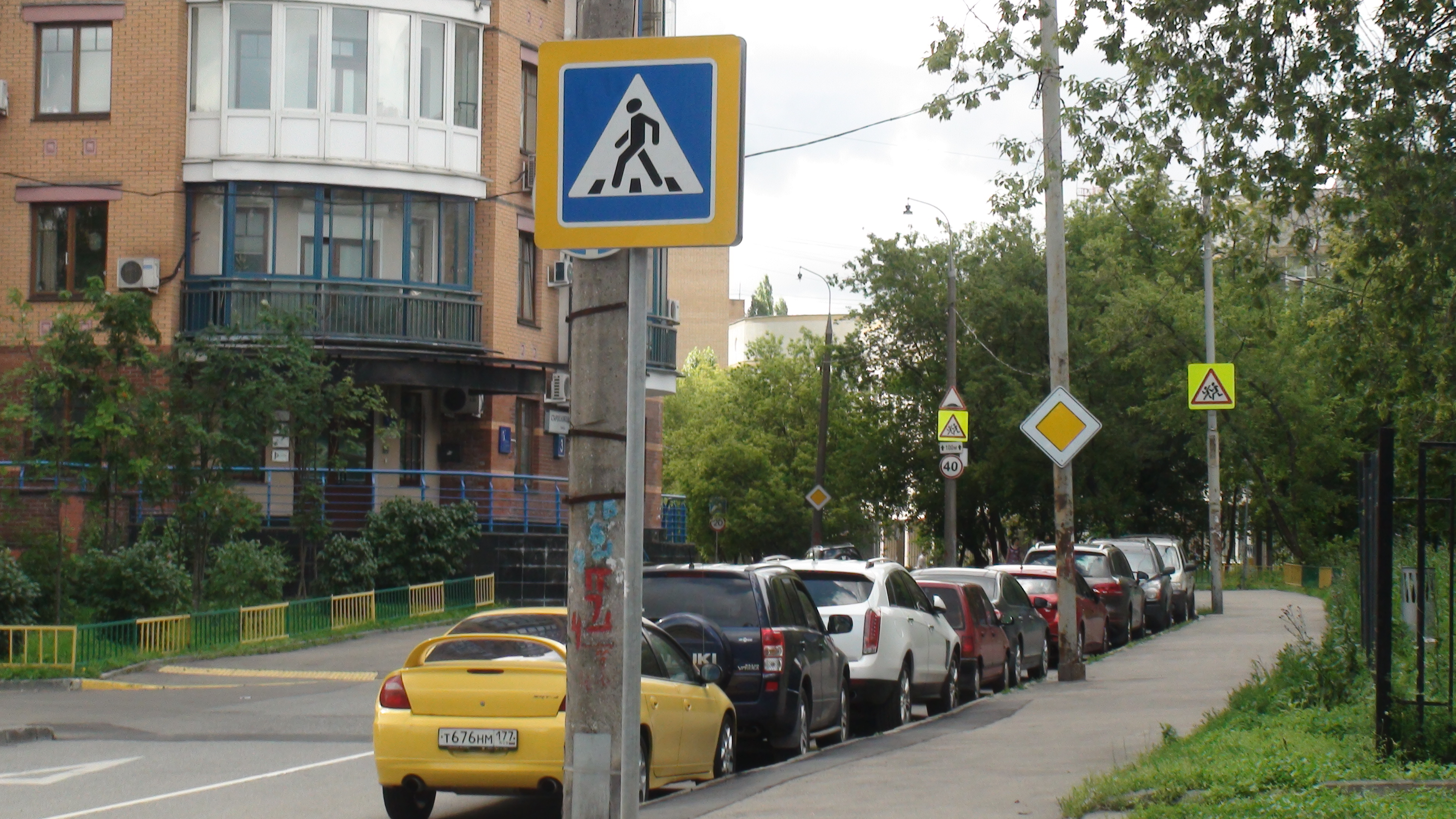
Сокольники, Строслободская улица
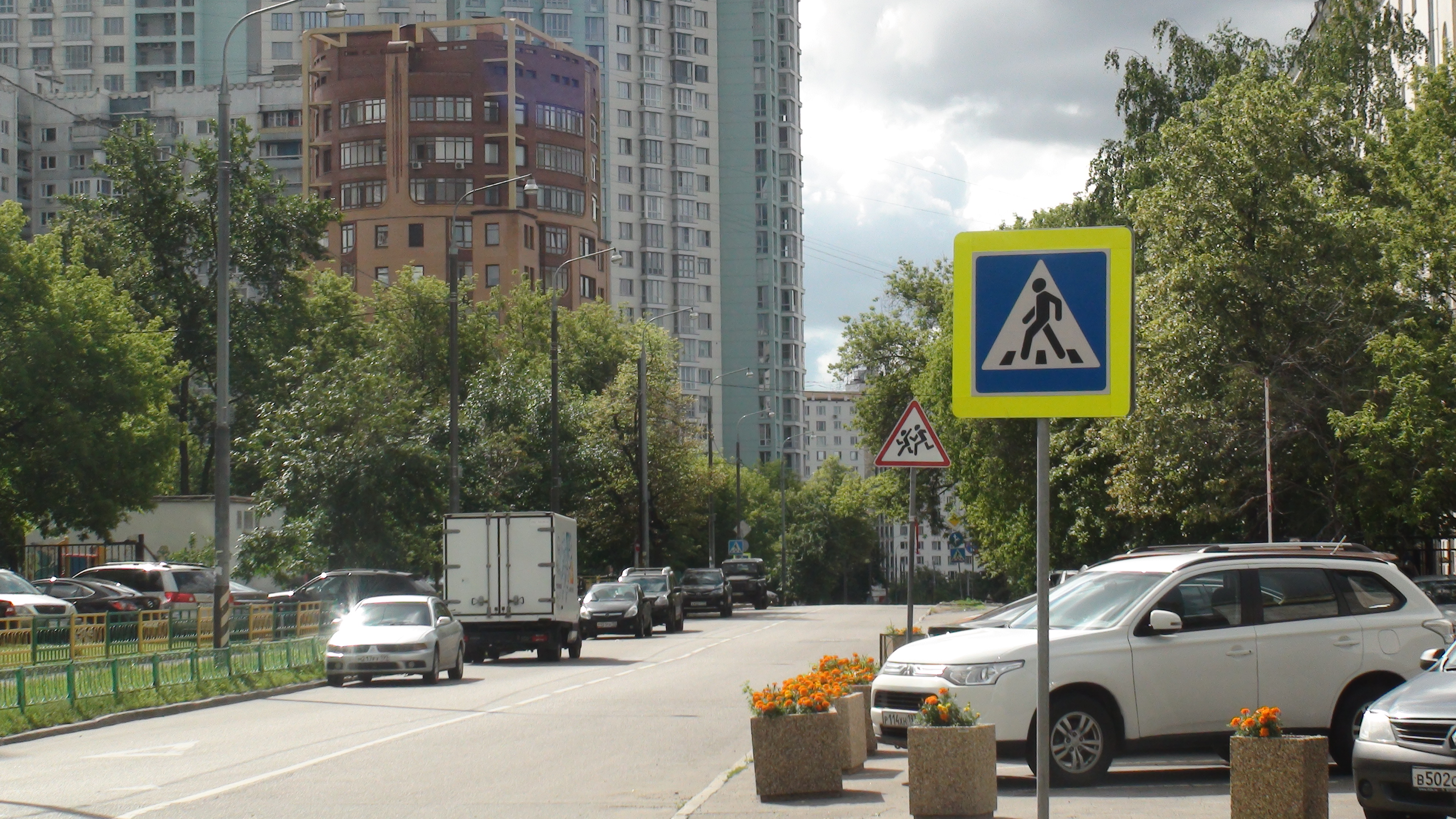
Сокольники, Строслободская улица